# End of the Line
End of the Line es una película de drama de 1987 dirigida por Jay Russell. 

## Trama
Cuando se anuncia el cierre de un ferrocarril, los empleados comandan una locomotora para llegar a la sede corporativa y confrontar al presidente.
Además "End of the Line" es el nombre de la última misión del videojuego Grand Theft Auto: San Andreas.

## Reparto
| Actor              | Personaje            |
| ------------------ | -------------------- |
| Wilford Brimley    | Will Haney           |
| Levon Helm         | Leo Pickett          |
| Kevin Bacon        | Everett              |
| Holly Hunter       | Charlotte Haney      |
| Mary Steenburgen   | Rose Pickett         |
| Michael Beach      | Alvin                |
| Bob Balaban        | Warren Gerber        |
| Barbara Barrie     | Jean Haney           |
| Bruce McGill       | Billy Haney          |
| Howard Morris      | a Tramp              |
| Trey Wilson        | Sheriff Maxie Howell |
| Henderson Forsythe | Thomas Clinton       |